# La Paz (comune della Bassa California del Sud)
Il comune di La Paz si estende per un'area di 20274,98 km² che corrisponde al 4º comune più grande del Messico per estensione. Le sue coordinate sono 24°09' N e 110°19' O e confina: a Nord con il comune di Comondú, a est con il Golfo di California, a sud con il comune di Los Cabos e a ovest con l'Oceano Pacifico. A capo del comune c'è la città di La Paz che è anche la capitale dello stato della Bassa California del Sud.

## Località principali
- Todos Santos con 3 940 abitanti
- El Centenario con 3 472 abitanti
- Chametla con 1 829 abitanti
- El Pescadero con 1 439 abitanti